# Death Has a Shadow
Death Has a Shadow är pilotavsnittet av den animerade TV-serien Family Guy. Det sändes för första gången på Fox network i USA 31 januari 1999, direkt efter Super Bowl XXXIII. Avsnittet är baserat på kortfilmerna The Life of Larry och Larry & Steve som Seth MacFarlane skapade för att pitcha serien till Fox. I avsnittet blir Peter av med sitt jobb efter att ha druckit för mycket och somnat på arbetet. Han ansöker om socialbidrag för att hans fru Louis inte ska märka något, men får ut alldeles för mycket pengar. Peter bestämmer sig för att sprida ut pengarna från en blimp under Super Bowl.

## Sammandrag
Peter förlorar sitt jobb i leksaksfabriken, men vågar inte berätta det för Lois. Istället upptäcker han att han kan tjäna ihop en förmögenhet genom statligt understöd. Samtidigt är Stewie upptagen med att döda Lois, men segern verkar vara långt bort.